# Municipio de Gulyantsi
El municipio de Gulyantsi (búlgaro: Община Гулянци) es un municipio búlgaro perteneciente a la provincia de Pleven.
En 2011 tenía 12 336 habitantes, el 82% de etnia búlgara. La cuarta parte de la población del municipio vive en la capital municipal Gulyantsi.
Se ubica en el norte de la provincia, junto a la frontera con Rumania marcada por el Danubio. Al otro lado de la frontera se halla la ciudad portuaria rumana de Corabia.

## Localidades
| Localidad  | Cirílico  | Población (diciembre de 2009) |
| ---------- | --------- | ----------------------------- |
| Gulyantsi  | Гулянци   | 3432                          |
| Brest      | Брест     | 2235                          |
| Guiguén    | Гиген     | 2192                          |
| Ískar      | Искър     | 362                           |
| Dolni Vit  | Долни Вит | 519                           |
| Dabován    | Дъбован   | 571                           |
| Zagrazhden | Загражден | 474                           |
| Kreta      | Крета     | 331                           |
| Lénkovo    | Ленково   | 451                           |
| Mílkovitsa | Милковица | 1889                          |
| Sómovit    | Сомовит   | 721                           |
| Shiyákovo  | Шияково   | 384                           |
| Total      |           | 13 561                        |